# Пакистанская ассоциация содействия развитию науки
Пакистанская ассоциация содействия развитию науки (англ. Pakistan Association for the Advancement of Science (PAAS)) — научная организация, базирующаяся в Пакистане. Организация со штаб-квартирой в Лахоре была основана в декабре 1947 года вскоре после обретения Пакистаном независимости и является одной из старейших и ведущих научных организаций в стране. Её цель — продвижение и развитие науки в стране, а также предоставление площадки для научных встреч и содействие публикации научных исследовательских работ. С 1949 года Пакистанская ассоциация содействия развитию науки издаёт журнал «Pakistan Journal of Science».